# Stypocaulaceae
Stypocaulaceae Oltmanns, 1922 é uma família de algas castanhas (Phaeophyceae) da ordem das Sphacelariales, que agrupa 4 géneros e cerca de 20 espécies.

## Géneros
Na sua presente circunscrição taxonómica a família Stypocaulaceae inclui os seguintes géneros:
- Género Halopteris Kützing, 1843
- Género Phloiocaulon Geyler, 1866
- Género Protohalopteris Draisma, Prud'homme & H.Kawai, 2010
- Género Ptilopogon Reinke, 1890